# Xã Wilmot, Michigan
Xã Wilmot (tiếng Anh: Wilmot Township) là một xã thuộc quận Cheboygan, tiểu bang Michigan, Hoa Kỳ. Năm 2010, dân số của xã này là 878 người.